# Papuacola
Papuacola là một chi bướm đêm thuộc họ Noctuidae.